# Blindaż

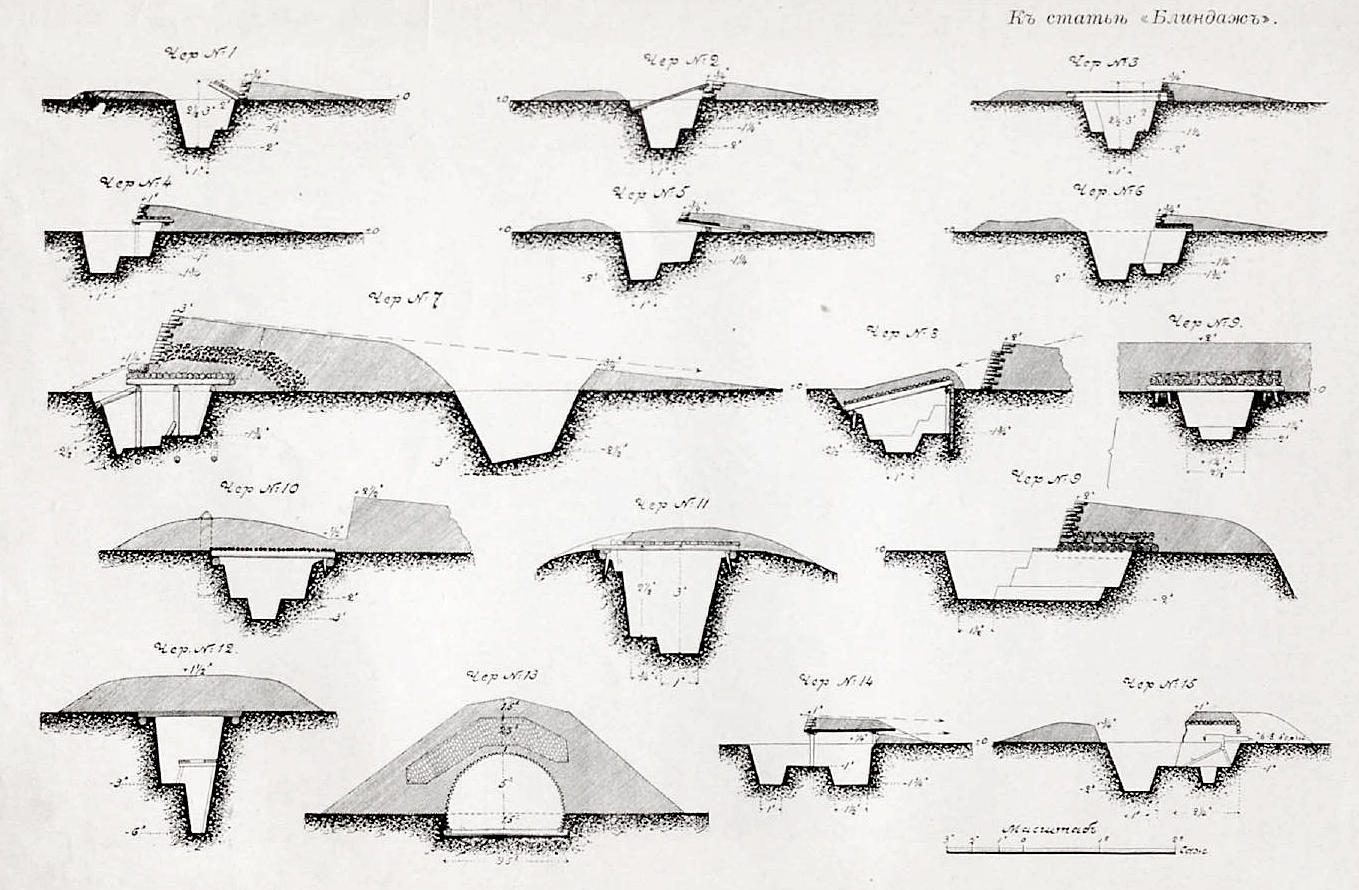
Blindaż

Blindaż - drewniany lub blaszany daszek nad okopem, przykryty faszyną i ziemią, zabezpieczający żołnierzy przed padającymi z góry kulkami szrapnelowymi i odłamkami granatów.